# Sólo de noche
Sólo de noche es el primer álbum de estudio de la banda de rock uruguaya No Te Va Gustar. Publicado en el año 1999.
La banda empieza a ser conocida en 1998. En ese año ganó el III Festival de la Canción, organizado por la Intendencia de Montevideo, cuyo premio era la grabación de un disco, que empezó en junio de 1999 y se terminó de editar en septiembre de ese año, de forma independiente. Fue grabado por Juan Campodónico y Julio Berta en la casa de la calle Requena. Todos los temas fueron producidos por Juan Campodónico, excepto «Cosa linda» producida por Emiliano Brancciari y Mateo Moreno.

## Estilo musical
Este álbum se diferencia de los posteriores por la mezcla de rock con murga uruguaya que se muestra en casi todo el álbum, esta se iría perdiendo con el paso del tiempo, pues la banda se concentraría en sonidos más oscuros y pesados, lo cual es más evidente en el álbum Todo es tan inflamable. Sólo de noche incluye varios reggaes y guiños al ska, un sello que la agrupación no perdió con el paso del tiempo. Además, tuvo inspiración en el rock latino, que surgió en la década de 1990. Muchas de las canciones de este disco se convertirían en clásicos de la banda. Es el caso de: Déjame bailar, Nadie duerme y No era cierto.
Las letras del álbum realizan una crítica hacia el gobierno y la pobreza que hay en Uruguay, mencionando a las villas miseria, el maltrato policial y la inmigración. 

## Integración
- Emiliano Brancciari (guitarra, voz, coros, percusión en A la villa, armónica en Vía volvé, gritos en Sólo de día).
- Mateo Moreno (bajo, coros, mono en A la villa, gritos en Solo de día).
- Pablo Adbala (batería, coro en La ciudad de los pibes sin calma y No se les da, percusión en Nadie duerme, La ciudad de los pibes sin calma y A la villa, gritos en Sólo de día).
- Gonzalo Castex (percusión).
- Pamela Retamoza (saxo tenor, coro en La ciudad de los pibes sin calma, gritos en Sólo de día).
- Emiliano García (saxo alto).
- Martín Gil (trompeta y coros).
- Santiago Svirsky (trombón, coro en La ciudad de los pibes sin calma).

## Invitados
Invitados: 
- Darío Prieto (guitarra en Cosa linda).
- Juan Pablo Chapital (guitarra en Cosa linda).
- Alberto Wolf (voz en Cosa linda).
- Diego Martínez (coro en Quemala).
- Dary Retamoza (violines y arreglo de cuerdas en Quemala).
- Gerardo Moreira (cellos en Quemala y Yalala la la M M).
- Fermín Sifonte (piano en ,Dejame bailar, Nadie duerme y Llevame contigo).
- Julio Berta (coro en La ciudad de los pibes sin calma y gritos en Sólo de día).
- Juan Campodónico (guitarra en La ciudad de los pibes sin calma, synth en Yrigoyen y La ciudad de los pibes sin calma).
- Soledad Mantero (gritos en Sólo de día).
- Madres: Vilma Amarrillo, Susana Larrásolo, Reneé Richero, Rosa Leal, Elvira Pérez, Mery Bolla y Nina García (Coro y gritos en Sólo de día).

## Reediciones
Reeditado en CD por Übersee Records, Alemania, 2005.

## Lista de canciones
| N.º   | Título                             | Escritor(es)                                                     | Duración |  |
| 1.    | «Déjame bailar»                    | Emiliano Brancciari                                              | 3:26     |  |
| 2.    | «Nada para ver»                    | Emiliano Brancciari                                              | 3:56     |  |
| 3.    | «Nadie duerme»                     | Emiliano Brancciari                                              | 1:54     |  |
| 4.    | «Yrigoyen»                         | Emiliano Brancciari                                              | 3:21     |  |
| 5.    | «Llévame contigo»                  | Emiliano Brancciari, Mateo Moreno y Gonzalo Castex               | 3:13     |  |
| 6.    | «No era cierto»                    | Emiliano Brancciari                                              | 3:33     |  |
| 7.    | «Quemala»                          | Emiliano Brancciari                                              | 3:09     |  |
| 8.    | «Yalala la la M M»                 | Emiliano Brancciari, Mateo Moreno, Pablo Abdala y Gonzalo Castex | 3:17     |  |
| 9.    | «La ciudad de los pibes sin calma» | Fito Páez                                                        | 3:35     |  |
| 10.   | «Vía volvé»                        | Emiliano Brancciari                                              | 2:56     |  |
| 11.   | «Solo de día»                      | Emiliano Brancciari y Mateo Moreno                               | 2:47     |  |
| 12.   | «A la villa»                       | Emiliano Brancciari, Mateo Moreno, Pablo Abdala y Gonzalo Castex | 0:33     |  |
| 13.   | «No se les da»                     | Emiliano Brancciari                                              | 3:08     |  |
| 14.   | «Cosa linda»                       | Emiliano Brancciari                                              | 4:56     |  |
| 43:49 |                                    |                                                                  |          |  |